# Spanska stöveln

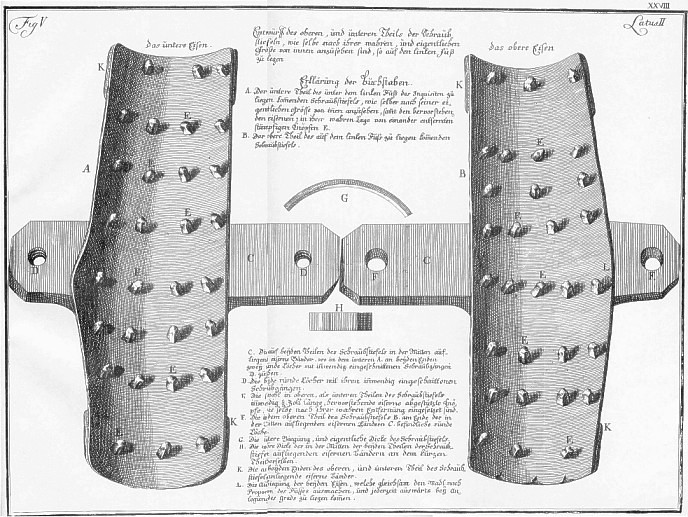
Öppen spansk stövel försedd med trubbiga taggar.

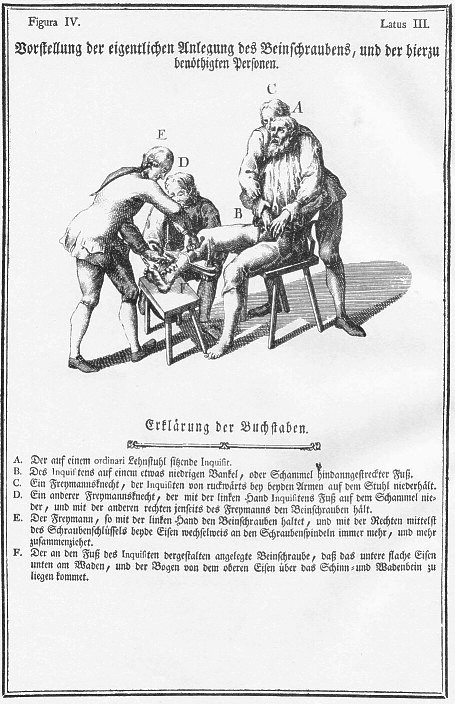
Offer torteras med hjälp av en spansk stövel.

Spanska stöveln eller "benskruven" (latin caliga hispanica) var ett tortyrinstrument, som man förr använde för att genom hoppressning av benet framkalla en mycket intensiv smärta. Det bestod av två halvcylindriska plattor, som på insidan kunde vara försedda med trubbiga taggar. Dessa båda plattor lades kring brottslingens ben, varefter de med hjälp av en skruvanordning pressades intill varandra, genom att man slog in kilar i ett omgivande hölje. Under sådan behandling fick brottslingen sina ben sönderkrossade, ofta så att benmärgen rann ut. För ytterligare smärta brukade man hårt slå på plattorna med hammare.